# Hannah Neumann

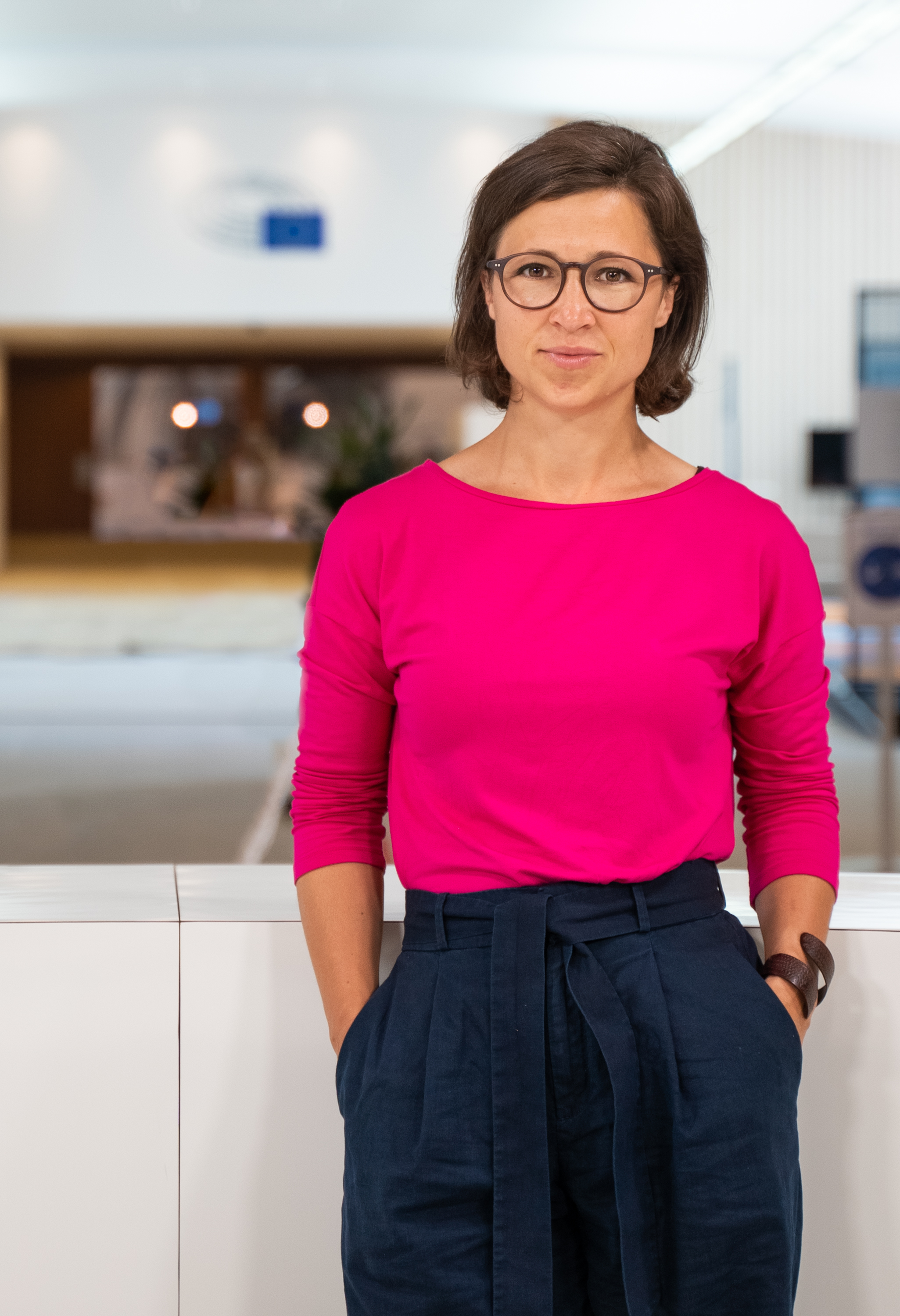
Hannah Neumann (2020)

Hannah Marie Neumann (* 3. April 1984 in Speyer) ist eine deutsche Politikerin (Bündnis 90/Die Grünen). Seit der Europawahl 2019 ist sie Mitglied des Europäischen Parlaments als Teil der Fraktion Die Grünen/EFA.

## Leben und Wirken
Nach ihrem Diplomstudium der Medienwissenschaften an der Technischen Universität Ilmenau (2002–2006) und einem Masterstudium in Politikwissenschaften (Schwerpunkt Internationale Beziehungen, 2008–2012) promovierte Hannah Neumann 2013 im Fachbereich Friedens- und Konfliktforschung an der Freien Universität Berlin. Sie befasste sich mit lokalen Friedensprozessen in Krisenregionen. Sie beteiligte sich an Forschungsprojekten zu Friedensmissionen der Vereinten Nationen und zum deutschen Diskurs über den Auslandseinsätze der Bundeswehr.
Mit ihrem Mann, den sie 2004 an der Universität kennenlernte, hat sie drei Kinder.

## Politik
Von 2013 bis 2016 arbeitete Neumann als Büroleiterin von Tom Koenigs und Omid Nouripour in der Bundestagsfraktion von Bündnis 90/Die Grünen. Sie war dort vorrangig mit Themen der Menschenrechtspolitik, der Krisenprävention und der Vereinten Nationen befasst.
Bei der Bundestagswahl 2017 trat sie als Direktkandidatin im Bundestagswahlkreis Berlin-Lichtenberg an und wurde auf Listenplatz 7 der Grünen Landesliste Berlin gewählt, verpasste jedoch den Einzug in den Bundestag. Seit 2017 ist Neumann Vorsitzende des Grünen-Kreisverbandes ihres Wohnorts Berlin-Lichtenberg.
Im November 2018 kandidierte sie auf der Bundesdelegiertenkonferenz der Partei für die Europawahlliste, die Delegierten nominierten sie für den 5. Listenplatz. Ihre Partei gewann bei der Europawahl mit 20,5 Prozent der Stimmen 21 der 96 deutschen Mandate, sodass Neumann direkt einzog. Sie trat der Fraktion Die Grünen/EFA bei; für die Fraktion ist sie Mitglied im Unterausschuss Menschenrechte, zu dessen stellvertretender Vorsitzenden sie gewählt wurde, sowie im Unterausschuss für Sicherheit und Verteidigung und im Pegasus-Untersuchungsausschuss. Des Weiteren ist sie stellvertretendes Mitglied im Ausschuss für auswärtige Angelegenheiten sowie Vorsitzende der Delegation für die Beziehungen zur Arabischen Halbinsel.
Bei der Europawahl 2024 wurde Neumann auf Listenplatz 5 erneut ins Europäische Parlament gewählt.

## Mitgliedschaften
Hannah Neumann ist Mitglied der überparteilichen Europa-Union Deutschland, die sich für ein föderales Europa und den europäischen Einigungsprozess einsetzt.

## Schriften (Auswahl)
- Hannah Neumann: Friedenskommunikation. Möglichkeiten und Grenzen von Kommunikation in der Konflikttransformation. Berlin 2009, Lit Verlag, ISBN 978-3-8258-1779-4 (Rezension)
- Hannah Neumann: Reframing Identities and Social Practices Despite War. In: Peace Review 22 (3), 2010, ISSN 1469-9982, S. 184–191
- Hannah Neumann: Identity-building and Democracy in the Philippines. National Failure and Local Responses in Mindanao. In: Journal of Current South Asian Affairs 29 (3), 2010, ISSN 1868-4882, S. 61–90
- Michael Daxner und Hannah Neumann (Hrsg.): Heimatdiskurs. Wie die Auslandseinsätze der Bundeswehr Deutschland verändern. Bielefeld 2012, transcript, ISBN 3-8376-2219-3